# Kinder, Küche, Kirche

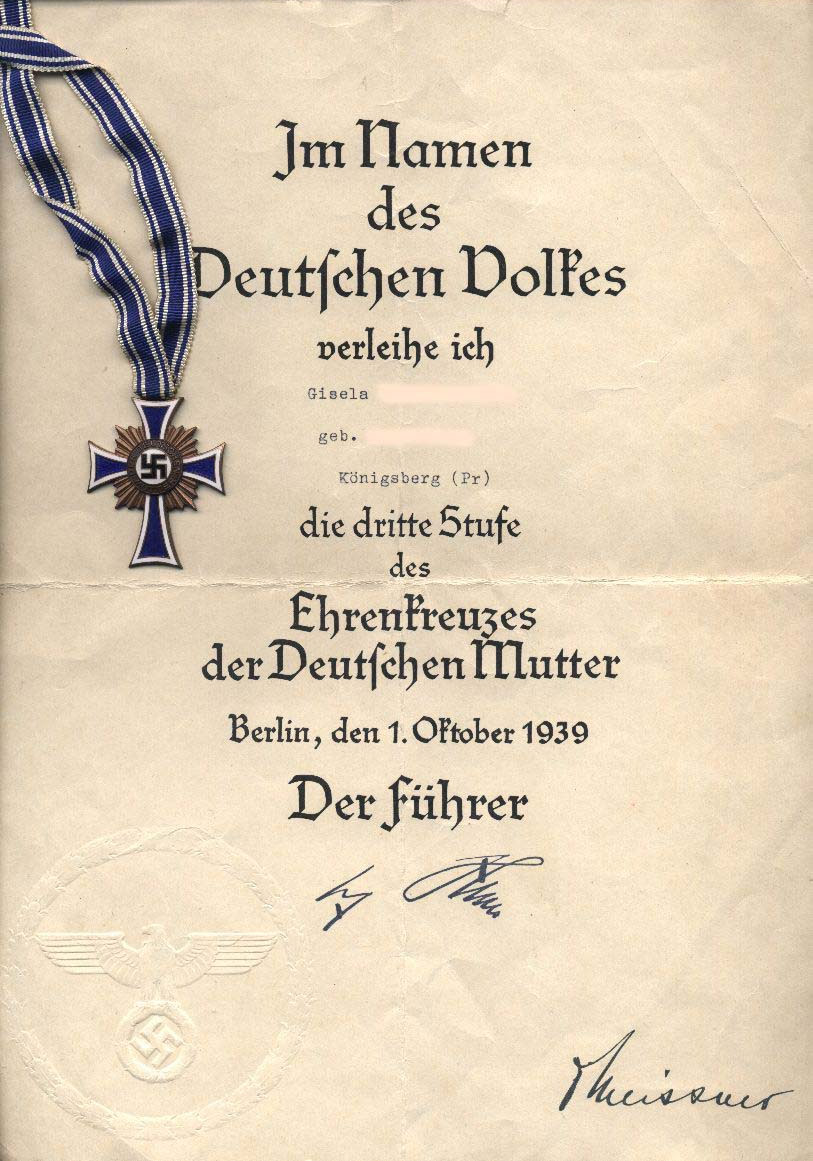
Cruz de Honra das Mães Alemãs

Kinder, Küche, Kirche (pronúncia em alemão: [ˈkɪndɐ ˈkʏçə ˈkɪʁçə]), ou os 3 Ks, é um conceito alemão que se traduz como "crianças, cozinha, igreja", sendo esses os elementos que deveriam guiar a vida de uma boa mulher. Hoje em dia possui uma conotação depreciativa, descrevendo papel feminino considerado antiquado pela sociedade ocidental contemporânea. A frase é vagamente equivalente ao conceito "descalça e grávida", dos países anglo-saxões, ou ao "boa esposa, mãe sábia", comum no Japão durante a era Meiji.

## Origens
As origens da frase são normalmente atribuídas ao último imperador alemão Guilherme II, ou a sua primeira esposa, a imperatriz Augusta Vitoria. É provável que a monarca tenha se inspirado em um dos "ditados por número" comuns na Alemanha. O mais sugestivo deles está listado no segundo volume do "Glossário de provérbios alemães: Uma tesouraria do povo alemão" publicada em 1870 por Karl Friedrich Wilhelm Wander:"Vier K gehören zu einem frommen Weib, nemlich, dass sie Achtung gebe auff die Kirche, Kammer, Küche, Kinder." - "Quatro K's são requisitos de uma mulher devota, a saber: que ela cuide da igreja, do quarto, da cozinha e das crianças". Referindo-se às origens desse ditado, Wander comenta sobre um comentário sobre um siraque, do século XVI, por Johannes Mathesius. Ele também lista uma outra frase semelhante: "Eine gute Hausfrau chapéu fünf K zu besorgen: Kammer, Kinder, Küche, Keller, Kleider." - "Uma boa dona de casa tem que cuidar de cinco K: quarto, crianças, cozinha, adega, roupas", que apareceu pela primeira vez em 1810 na coleção de provérbios  alemães Die weisheit auf der gasse: oder Sinn und geist deutscher sprichwörter (A sabedoria das ruas; ou, o sentido e o espírito do alemão provérbios), por Johann Michael Sailer.  Em 1844, "O jornal para a nobreza alemã", publicou este último ditado em sua tradicional última página, que continha declarações curtas.
A frase começou a aparecer em sua forma atual em escrita no início da década de 1890. "Depois de ir à Alemanha, onde as mulheres aparentemente não se interessam pelos assuntos públicos, e parecem obedecer à letra a injunção do jovem imperador 'Deixe as mulheres se dedicarem aos três K's - die Küche, die Kirche, die Kinder (cozinha, igreja) e crianças)', o interesse ativo e influência das mulheres inglesas em todas as grandes questões me são refrescantes" escreveu Marie C. Remick em seu livro de 1892 "A Woman's Travel-notes on England". A frase então foi usada várias vezes ao longo da década de 1890 em escritos e discursos liberais.
Em agosto de 1899, o influente jornal liberal britânico Westminster Gazette elaborou a história, mencionando também o quarto "K". Um artigo intitulado "A Dama Americana e o Kaiser: Os quatro K's da Imperatriz" descreve uma audiência dada pelo Kaiser a duas sufragistas americanas. Depois de ouvi-los, o Kaiser teria respondindo: "Eu concordo com minha esposa. E você sabe o que ela diz? Ela diz que as mulheres não têm nada que interferir com qualquer coisa fora dos quatro K. Os quatro Ks são - Kinder, Küche, Kirche, e Kleider: crianças, cozinha, igreja e roupas".
Os 4 K's do Kaiser são encontrados novamente no livro de 1911 de Charlotte Perkins Gilman "The man-made world". A variação do 3 Ks permaneceu de longe mais popular e bem conhecida.

## Terceiro Reich
Quando Hitler chegou ao poder em 1933, ele introduziu uma Lei para o Incentivo ao Casamento, que intitulava os casais recém-casados a um empréstimo de mil marcos (cerca de 9 meses de salário médio na época). Em seu primeiro filho, eles poderiam manter 250 marcos. No segundo, eles manter outros 250. Eles quitariam todo o empréstimo depois do nascimento o quarto filho.
Em um discurso de setembro de 1934 à Liga das Mulheres Nacional-Socialistas, Adolf Hitler argumentou que para a mulher alemã seu "mundo é seu marido, sua família, seus filhos e sua casa", uma política reforçada pela ênfase em "Kinder". e "Küche" na propaganda, e pelo prêmio "Cruz de Honra da Mãe Alemã" dado às mulheres que têm quatro ou mais bebês.
Durante este período, as mulheres sofriam discriminações nos ambientes profissionais e eram forçadas ou subornadas a sair com inúmeros benefícios sociais. A medicina, a lei e o serviço civil eram ocupações reservadas apenas para homens.
Em um dos seus ensaios, T. S. Eliot reproduz e, em seguida, comenta sobre uma coluna no Evening Standard, de 10 de Maio de 1939 intitulada "De Volta para a Cozinha":
Miss Bower, do Ministério dos Transportes, que havia sugerido que a associação tomasse medidas para obter a remoção da proibição (isto é, contra as funcionárias civis casadas) disse que era sensato abolir uma instituição que incorporasse um dos principais dogmas do credo nazista. - o rebaixamento das mulheres para a esfera da cozinha, as crianças e a igreja.

O relatório, por sua abreviação, pode fazer menos do que justiça à senhorita Bower, mas não acho que eu seja injusto com o relatório, ao descobrir que o que é nazista é errado e não precisa ser discutido por seus próprios méritos. A propósito, o termo "rebaixamento de mulheres" prejudica a questão. Alguém poderia sugerir que a cozinha, as crianças e a igreja poderiam ser consideradas como tendo a atenção das mulheres casadas? ou que nenhuma mulher casada normal preferiria ser assalariada se pudesse evitar? O que é miserável é um sistema que torna o salário duplo necessário.
Durante a Segunda Guerra Mundial na Alemanha, as mulheres acabaram sendo colocadas de volta nas fábricas por causa das crescentes perdas nas forças armadas e da desesperada falta de equipamentos nas linhas de frente.

## Pós II Guerra Mundial
A frase continuou a ser usada nas escrituras feministas e anti-feministas no mundo de língua inglesa nos anos 50 e 60. Então, notavelmente, a primeira versão do artigo feminista clássico de Naomi Weisstein "Psychology Constructs the Female" foi intitulado "Kinder, Küche, Kirche como Lei Científica: Psicologia Constrói o Feminino".